# Horní Město
Horní Město (deutsch Bergstadt) ist eine Gemeinde im tschechischen Okres Bruntál.

## Geographie

### Geographische Lage
Sie Ortschaft liegt in den Sudeten im Quellgebiet des Flüsschens Huntava, fünf Kilometer südwestlich von Rýmařov am Fuße des Altvatergebirges in einer Höhe von 550 m ü. M.

Bergstadt südlich von Breslau, südwestlich von Freudenthal und westlich von Troppau auf einer Landkarte von 1909

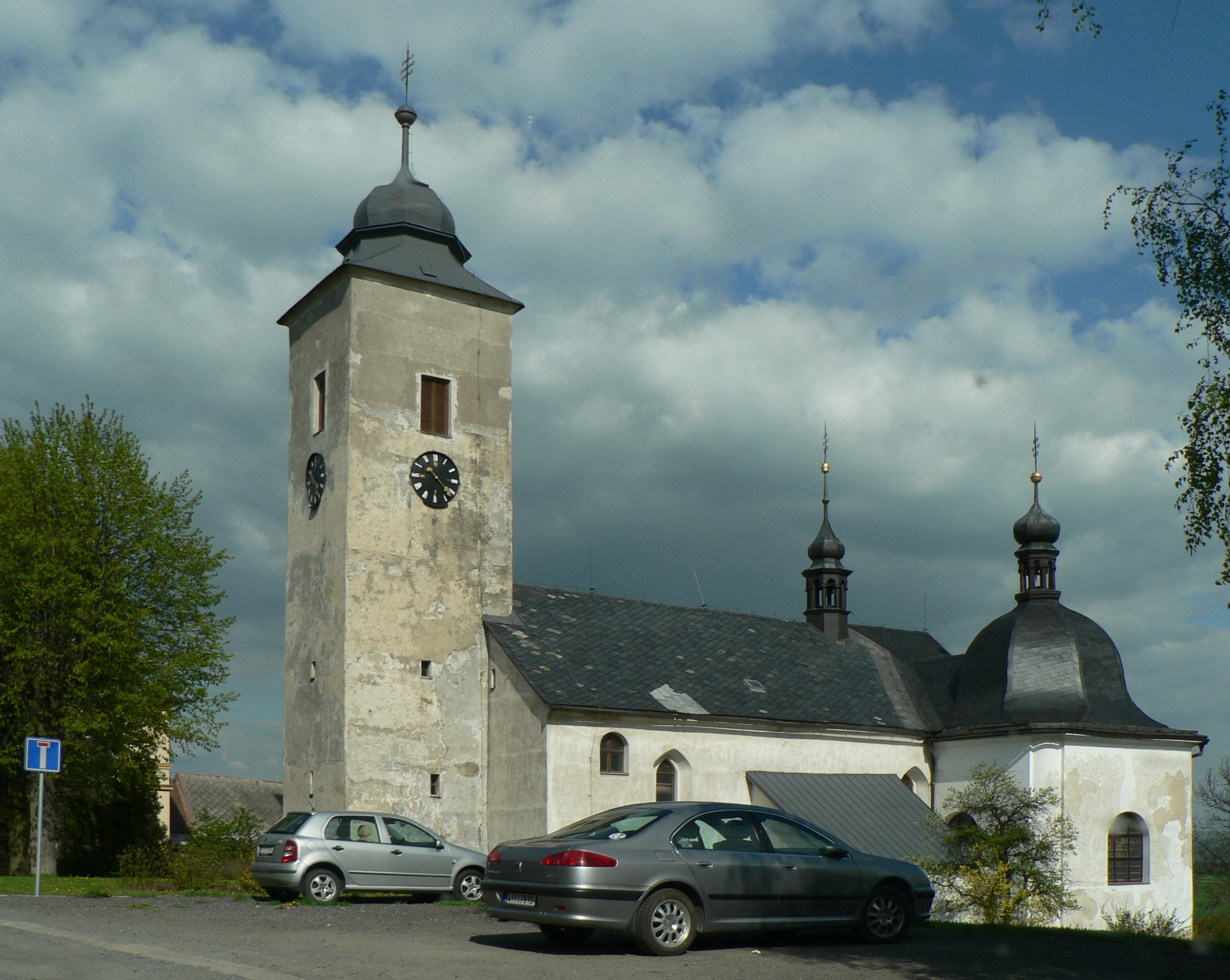
Magdalenenkirche

### Gemeindegliederung
Zu Gemeinde Horní Město gehören die Ortsteile Dobřečov (Doberseik), Rešov (Reschen), Skály (Hangenstein) und Stříbrné Hory (Neufang) mit der 1965 aufgelösten Siedlung Ferdinandov (Ferdinandsthal).

## Geschichte
Der Ort entstand als Bergbausiedlung an einer reichen Silberfundstätte im Jahre 1351. 1398 folgte die Nachbarsiedlung Hangstein, später Hangenstein genannt. Im Jahre 1580 wurden Bergstadt durch Kaiser Rudolf II. die Privilegien einer kaiserlichen freien Bergstadt verliehen.
Am 1. Dezember 1930 hatte die Stadt Bergstadt 1296 Einwohner, am 17. Mai 1939 waren es 1251 und am 22. Mai 1947 674 Bewohner.
Durch das Münchner Abkommen wurde Bergstadt 1938 dem Deutschen Reich zugesprochen; im Jahr 1945 gehörte Bergstadt zum Landkreis Römerstadt im Regierungsbezirk Troppau im Reichsgau Sudetenland.
Die Deutschen wurden 1945 enteignet und aus Bergstadt vertrieben.

### Einwohnerentwicklung
| Jahr | Einwohner | Anmerkungen |
| ---- | --------- | ----------- |
| 1834 | 1.293     | [ 2 ]       |
| 1852 | 1.350     | [ 3 ]       |
| 1930 | 1.206     | [ 4 ]       |
| 1939 | 1.250     | [ 4 ]       |

## Kultur und Sehenswürdigkeiten
- Die Kirche der Hl. Maria Magdalena wurde 1611 erbaut und im Jahre 1690 durch den Maler Weintritt mit wertvollen Gemälden ausgestaltet.